# فورست فيلبس
فورست فيلبس (بالإنجليزية: Forrest Phelps)‏ هو سياسي أمريكي، ولد في 10 يونيو 1853 في فريدونا في الولايات المتحدة، وتوفي في 24 أكتوبر 1918 في كيلسو في الولايات المتحدة. انتخب عضو مجلس نواب واشنطن.